# Міжнародний освітній фонд імені Ярослава Мудрого
Міжнародний освітній фонд імені Ярослава Мудрого, повна назва за ЄДР — Міжнародний благодійний імені Ярослава Мудрого Фонд сприяння розвитку української національної школи — українська благодійна організація, завданням якої є сприяння розвитку української національної школи, розширенню мережі україномовних освітніх закладів в Україні та за її межами, допомога у здобутті освіти сиротам, малозабезпеченим талановитим дітям, матеріальна допомога дитячим будинкам та інтернатам.
Президент Фонду — кандидат педагогічних наук, член Національної спілки краєзнавців України Валентина Стрілько.

## Історія
Організація була утворена 1994 року, її президентом було обрано Валентину Стрілько. Того ж року установа офіційно зареєстрована органами Міністерства юстиції України
Подія навколо створення Фонду широко висвітлювалася у засобах масової інформації, на радіо, та телебаченні, в тому числі й за кордоном. Так, одна з найстаріших українських газет у діаспорі «Свобода» висвітлила цю подію у 1995 році таким чином:
|                                | Для здійснення нових освітніх плянів створено там Міжнародний Освітній Фонд ім. Ярослава Мудрого... Саме фонд ім. Ярослава Мудрого повинен дбати про матеріалізування теоретичних основ: влаштування шкіл з відповідним педагогічним персоналом, з підручниками, бібліотекою та потрібною технологією. Держава покищо не спроможна матеріяльно забезпечити цих потреб... |
| — Газета «Свобода» 1995, № 195 | |

6 листопада 1994 року за участю Фонду було відкрито перший в Україні та Європі пам'ятник гетьману Івану Мазепі на його батьківщині в с. Мазепинці Білоцерківського району Київської області.
З 11 по 13 травня 1995-го була проведена перша сесія Міжнародного освітнього фонду під назвою «Українська національна школа: становлення і перспективи розвитку». У ній взяли участь відомі українські освітяни та громадські діячі, з доповіддю виступив зокрема і Анатолій Погрібний.
З ініціативи та фінансової підтримки Фонду 1997 року в Києві відкрито пам'ятник Ярославу Мудрому.
Того ж року заходами Фонду було здійснено український переклад і наукове коментування тексту виявленої в колишніх спецфондах бібліотеки КПРС у Києві єдиного примірника забороненої за радянських часів книги «Українське питання».
У 1998—1999 роках Фонд фінансово сприяв виданню освітньої літератури, зокрема завдяки підтримці фонду світ побачив вихід книги Віктора Скопенка «Висока місія: сторінки історії Інституту міжнародних відносин Київського університету ім. Т. Шевченка» та Анатолія Ткаченка «Мистецтво слова (вступ до літературознавства)».
У 2001 році Фонд став співорганізатором Другого Міжнародного дитячого конкурсу української мови.
У 2003 році Фондом започаткована літературна премія «Звук павутинки» імені Віктора Близнеця.
У 2006 році разом з Київським обласним інститутом післядипломної освіти педагогічних кадрів та Інститутом педагогіки Національної академії педагогічних наук України Фонд заснував електронне наукове фахове видання «Народна освіта».
З ініціативи Фонду у 2012 році засновано премію імені Ірини Калинець.
У 2013 році Фонд спільно з Національною академією педагогічних наук, Міністерством освіти і науки, молоді та спорту України, вищими навчальними закладами України, громадськими організаціями та представниками різних релігійних конфесій ініційовує й організовує громадську дискусію про патріотичне виховання у формі науково-практичних конференцій на тему: «Українське патріотичне виховання — передумова розвитку державності», «Українське національне виховання: реалії, тенденції, перспективи».

## Нагороди та відзнаки
- І місце в Національному конкурсі «Благодійна Україна — 2016» у номінації «Благодійність в освіті та науці»[27]
- II місце в Національному конкурсі «Благодійна Україна — 2013» у номінації «Благодійник: загальноукраїнський (в тому числі міжнародний) благодійний фонд (організація)»[28]
- Лауреат Національного конкурсу «Благодійна Україна — 2012»[29].

## Міжнародна діяльність
У 2013 році було створено філіал Фонду у Словаччині. Директором філіалу призначено — Йозефа Жатька.